# Dipoenata
Dipoenata là một chi nhện trong họ Theridiidae.

## Các loài
Tính đến  tháng 5 năm 2020, chi này bao gồm 5 loài, tìm thấy ở châu Âu, Brazil, Venezuela, Panama, và Hispaniola:
- Dipoenata balboae (Chickering, 1943) – Panama, Venezuela
- Dipoenata cana Kritscher, 1996 – Malta
- Dipoenata conica (Chickering, 1943) – Panama, Brazil
- Dipoenata longitarsis (Denis, 1962) – Madeira
- Dipoenata morosa (Bryant, 1948) – từ Hispaniola đến Brazil

Trước đây bao gồm:
- D. canariensis (Wunderlich, 1987) (Được chuyển sang Lasaeola)
- D. flavitarsis Wunderlich, 1992 (Được chuyển sang Lasaeola)
- D. sicki (Levi, 1963) (Được chuyển sang Dipoena)

Danh pháp đồng nghĩa:
- D. cylindrica  = Dipoenata conica (Chickering, 1943)